# معركة ينجيسار
معركة ينجيسار هي معركة من ضمن حروب سنجان الساعية للانفصال عن الصين، حدثت في أبريل 1934. حدثت المعركة حين هاجم 10,000 جندي من الكتيبة 36 في الجيش الوطني الثوري الصيني بقيادة ما زانكانغ قوات مسلمي الأويغور في يانجي هيسار وكان عددهم حوالي 500 مقاتل، وقُتل في هذه المعركة كامل قوة المسلمين الأويغور وقُتل قائدهم الأمير نور أحمد جان بوغرا.
ذكر الكاتب والمؤرخ أحمد كمال في كتابه «أرض بلا ضحك» أن الأمير نور أحمد جان تم قطع رأسه من قبل الصينيين، ولعبوا به مثل كرة القدم.